# تارکی (اویلا)
تارکی (انگلیسی: Tarqui, Huila) نام شهری در کشور کلمبیا است.